# 雅库特人
雅庫特人，又稱薩哈人，主要分布在俄羅斯境內的薩哈共和國，也分布于阿穆尔州与馬加丹州。使用的語言為突厥語系的雅庫特語，人口50萬。大部分雅庫特人過著半遊牧的生活，以飼養馴鹿為主，其居住地素有“馴鹿之國”之称。
2/3的人口居住在都市，從事工業、運輸業、教育業、文化、醫療照護、商業等工作；其餘1/3的人口仍像過去一樣在鄉村從事農林漁牧業。

## 民族分佈、人口與語言

### 人口
雅庫特人口50多萬人，居住在雅庫特地區的人為48萬人，剩下的人口則分布於各個不同的國家，諸如：加拿大、中國、烏克蘭、哈薩克、吉爾吉斯、拉脫維亞、愛沙尼亞、美國等國家。

### 地理分布

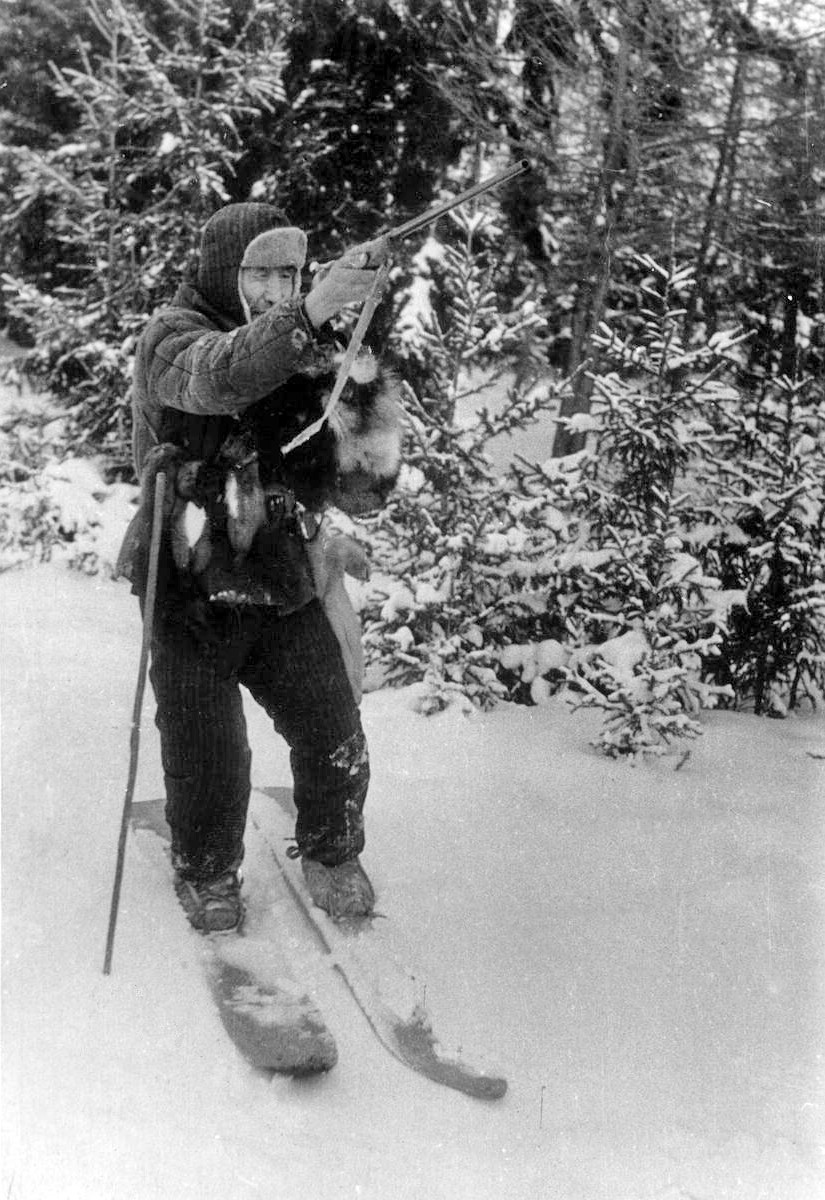
雅庫特獵人

雅庫特人是分布最北的突厥語民族。主要居住在俄羅斯聯邦的薩哈共和國，有少部分分布在阿穆爾州、馬加丹州和庫頁島、伊爾庫次克、哈巴羅夫斯克邊疆區、克拉斯諾亞爾斯克邊疆區，以及泰梅爾自治區和埃文基自治區，另外在靠近北極海、勒那河中游、阿爾丹河和科雷馬河的地區也有分布。在中國的雅库特人被識別為鄂温克族，屬於中國未識別民族。中國中央民族大學的的楊聖敏教授認為雅庫特、索倫和通古斯是同一個民族，分布在中國境內的族人被稱為鄂溫克，他們有共同的語言和風俗習慣，只是因為居住地不同而在生產和生活上有些許差異。
現今雅庫特人因為地理位置和經濟條件被劃分為南北兩個群體，北方的雅庫特人為傳統半游牧的群體，主要工作為打獵、捕魚和飼養馴鹿；而南方的雅庫特人則從事飼養牛和馬的工作。

### 語言
雅庫特人使用的語言為雅庫特語，屬西伯利亞語支下的突厥語族。
根據2010年的調查資料顯示, 有87%居住在薩哈共和國的的雅庫特人擅長說雅庫特語，而高達90%的人更擅長於述說俄語。
雅庫特語與多爾干語十分相近，包括圖瓦語跟索爾語與雅庫特語有些類似。

## 地理環境

薩哈共和國相對位置

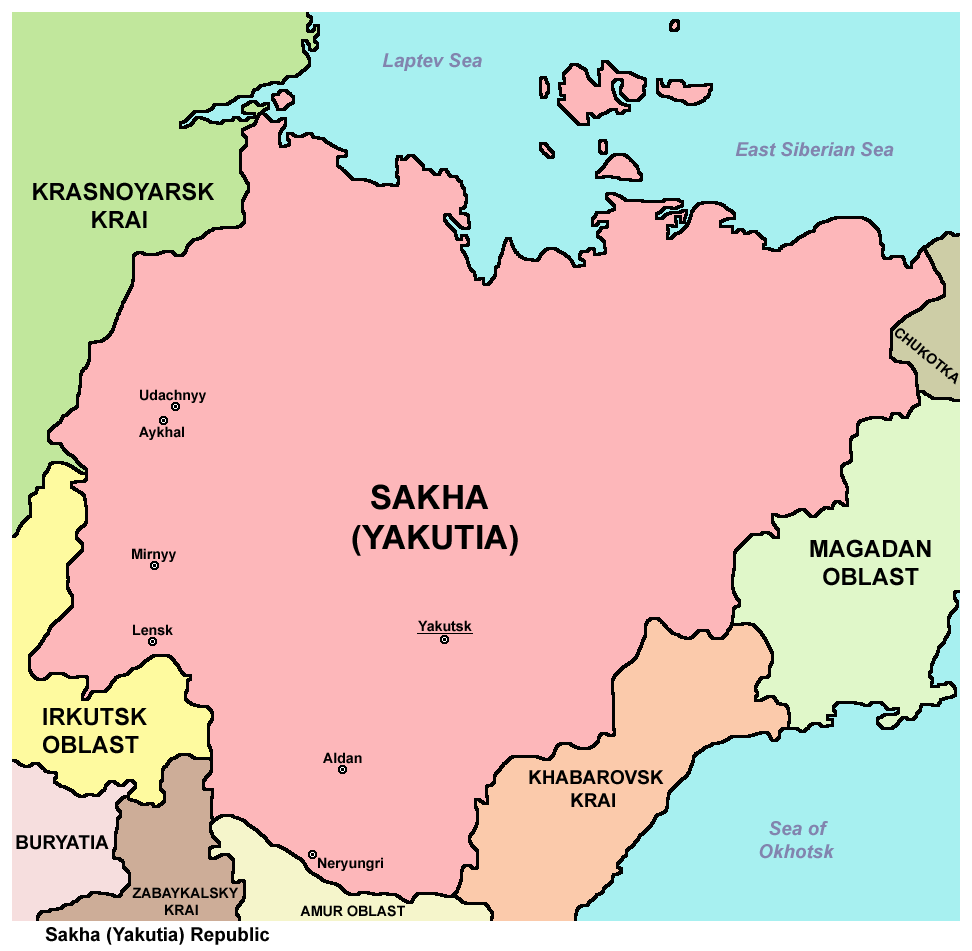
雅庫特共和國

### 地理
雅庫特人發源於貝加爾湖一帶，中世紀時為了防範蒙古族中的一支布里亞特人，而往北遷移至北極圈一帶至勒拿河、阿爾丹河、維柳伊河及薩哈共和國（雅庫特共和國），現今，雅庫特人大部分生活在雅庫次克，也就是薩哈共和國的首都，距離維科揚斯克約675公里，離俄羅斯首都莫斯科6875公里，自稱為薩哈人。
雅庫特（薩哈共和國）疆土的南北距離約2000公里，東西距離約2500公里。在整個俄羅斯的領土，薩哈共和國佔據了1/5的土地。

### 氣候
薩哈共和國屬於亞寒帶針葉林氣候，冬季嚴寒，長達6個月，極端最低氣溫為-67.8°C，雖然夏季涼爽，但也曾出現高於攝氏35°C的狀況，極端最高氣溫為37.3°C，年溫差超過105°C，被視為年溫差最大的地區之一。

## 歷史沿革

### 起源
13世紀前
距今800-1000年前發源於南西伯利亞的貝加爾湖一帶的骨利干
，中世紀（13世紀）時為防範布里亞特人（蒙古人的分支），北遷至北極圈一帶至勒拿河、阿爾丹河、維柳伊河及雅庫特共和國。當時居民主要分為兩部分，北部的雅庫特主要是獵人，漁民和馴鹿牧民，而南部的雅庫特人養牛和馬。共分為80個部落，各部落又有很多氏族。有一說他們是高車（敕勒）人的後代，趕走了大多數通古斯人，並融合了一部分鄂溫克族與鄂溫人。

### 中期發展
1620年代開始，俄羅斯人逐漸進入他們的領土併吞或定居下來，雙方有了接觸並產生衝突，1634年至1642年爆發過幾次雅庫特的叛亂，但均成功被莫斯科的沙皇設法遏制。另一方面，沙皇也對雅庫特人徵收沙皮稅（yasak）來加以控制，此一暴行引發了1642年在勒拿河沿岸的雅庫特人和通古斯語族的部落之間發生叛亂和侵略。面對這些叛亂，沙皇部隊領導人戈洛溫伯爵以恐怖統治作出回應。由於動亂所造成的死傷，雅庫特人口估計在1642年至1682年間下降了70％。
在18世紀，俄羅斯人慢慢修正原本高壓的統治，開始賦予雅庫特酋長一些特權，給予其所有土地自由，派遣東正教團進入當地，同時也教育雅庫特人學習新的農業的技術。除此之外，雅庫特地區黃金的發現，以及後來的西伯利亞大鐵路的建設，使越來越多的俄羅斯人湧入該地區。

### 19世紀後
在被征服之後過了一段時間，幾乎所有的雅庫特人都受到東正教團的影響而皈依俄羅斯東正教，不過仍然有少部分保留了一些傳統薩滿教的習俗。在文學方面，雅庫特文學在19世紀後期開始興起。在政治方面，受到民族化風潮的影響，雅庫特人在20世紀初也開始了民族復興運動。1922年，新蘇維埃政府將該地區命名為雅庫特蘇維埃社會主義自治共和國(即日後的薩哈共和國)，俄羅斯內戰的最後一場衝突，即雅庫特起義。
1920-1930年間，當史達林發起了農業集體化運動時，由於大環境的影響，雅庫特人遭到了系統性的迫害。這一時期造成的飢餓和營養不良可能導緻雅庫特總人口持續下降，直到1972年，雅庫特人口才開始恢復。
目前雅庫特人主要居住在成立於1991年12月，蘇聯解體後，改名的薩哈共和國，約占當地總人口的50%。

## 社會、繼承和婚姻

### 社會
早期雅庫特人會依照身分和性別來指派工作，且多組成團體來作業。所有人都要參與製作乾草、牧牛和擠奶的工作，但是基本上馬是交由男人負責，而牛由女人照料。此外，女人還要照顧小孩、負責生火、準備食物、運水以及縫製衣物和製作陶器；男人準備生火用的木材、建房子、製作雪橇、打獵、捕魚和除草之外，搬運象牙及加工木材與金屬等粗重且危險的工作也是男人必須負責的範疇。雖然這樣的工作偏好被保留到了現在，卻並不像過去那麼強硬的規定，現在的女人能參與打獵、捕魚，甚至會到工業部門工作。
主要以父系社會為親屬關係的基礎，有時候小孩會被歸類為和母親不同的家戶裡。在當地，親屬關係被分為兩種型態，第一種是AIMAK，裡頭有一到三十種不同的世系，第二種是DZHON，由多個AIMAK所構成。DZHON常常會被組織成聯邦以抵禦外患，或是形成經濟團體創造經濟效益，而這些團體會在大會和特殊節慶時重新組織。

### 繼承
雖然土地、馬和牛都是由女性來使用和照料，但就雅庫特的習慣法而言，控制這些東西的人為男性，屬於父系社會。動物和土地的買賣以及繼承事務都交由長者來指導，而在一個家庭中，男人幾乎擁有所有的財產並且會把財產全數繼承給兒子們，尤其是長子，除此之外，就連小兒子也能得到房子。而女人會把嫁妝傳承給女兒，但可能會因為表現不佳而被收回。理論上，嫁妝包含了土地、珠寶和牲畜，但實際上長者並不願意讓土地流於外系譜，所以大多不會同意將土地繼承給女兒。

### 婚姻

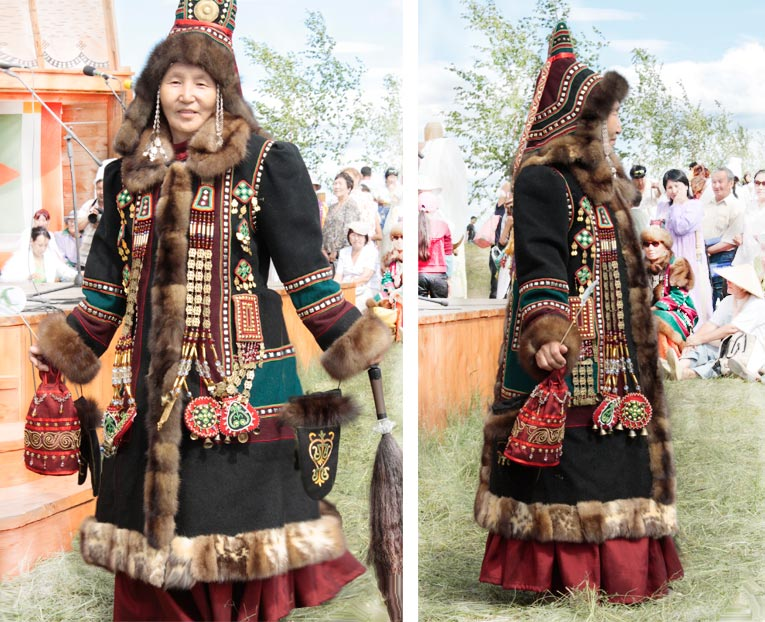
雅庫特傳統女裝

傳統上來說，富裕的雅庫特人可以採行一夫多妻制，但大多數的雅庫特人還是保持一夫一妻制，且在配偶過世後通常會再婚。對他們而言，婚姻通常帶有政治動機，直到1920年代之前依舊有很多純粹為了對方的財產和家族資源而促成的婚姻。
在早期的雅庫特有種特別的媒人儀式，媒人通常由有聲望的男人擔任，但有些時候也會可能由女人負責。除了一月之外，媒人會在冬天農閒時舉行配對典禮。在結婚之前，男方會多次給予女方家庭動物、皮毛、肉類，有些家庭允許較為貧困的男子替女方的家庭工作以代替送禮，在前俄國時期曾有過女方被強行擄走的案例。婚禮會先在女方家中舉辦，再到男方的家，新人們通常會和男方的父母同住，或是住在附近用獸皮、毛氈搭建起的仙人柱。但到了1970年代，這些儀式和禮物禮儀逐漸消失，只剩少數的家庭會利用這樣的方法來替小孩安排婚姻。在1980年代，有個年輕人非常懊惱和自己在火車墜入愛河的對象是自己遠房的親戚，這種婚姻禁忌產生的影響到現在還是屢見不鮮。

## 產業與生活
雅庫特人在北方以狩獵，養馴鹿為生。南方養牛、馬，冶鐵為生，過去雅庫特人主要從事半定居的遊牧業，飼養馬、鹿等。19世紀後半葉大批人改事農業，種植大麥、小麥、燕麥、馬鈴薯和蔬菜。有些地區還從事狩獵和捕魚。手工業有鐵器和毛皮加工等。十月革命後，工農業有一定發展。工業有金剛石、黃金、錫、銻等金屬開採和木材加工，農業以種植馬鈴薯和飼料為主。20世紀30年代被農業集體化與工業化，成為俄羅斯遠東區重要工業中心，也有少數農業（馬鈴薯）。他們與周圍通古斯人不同的地方是養牛馬為主，而不是養鹿。

### 半遊牧生活

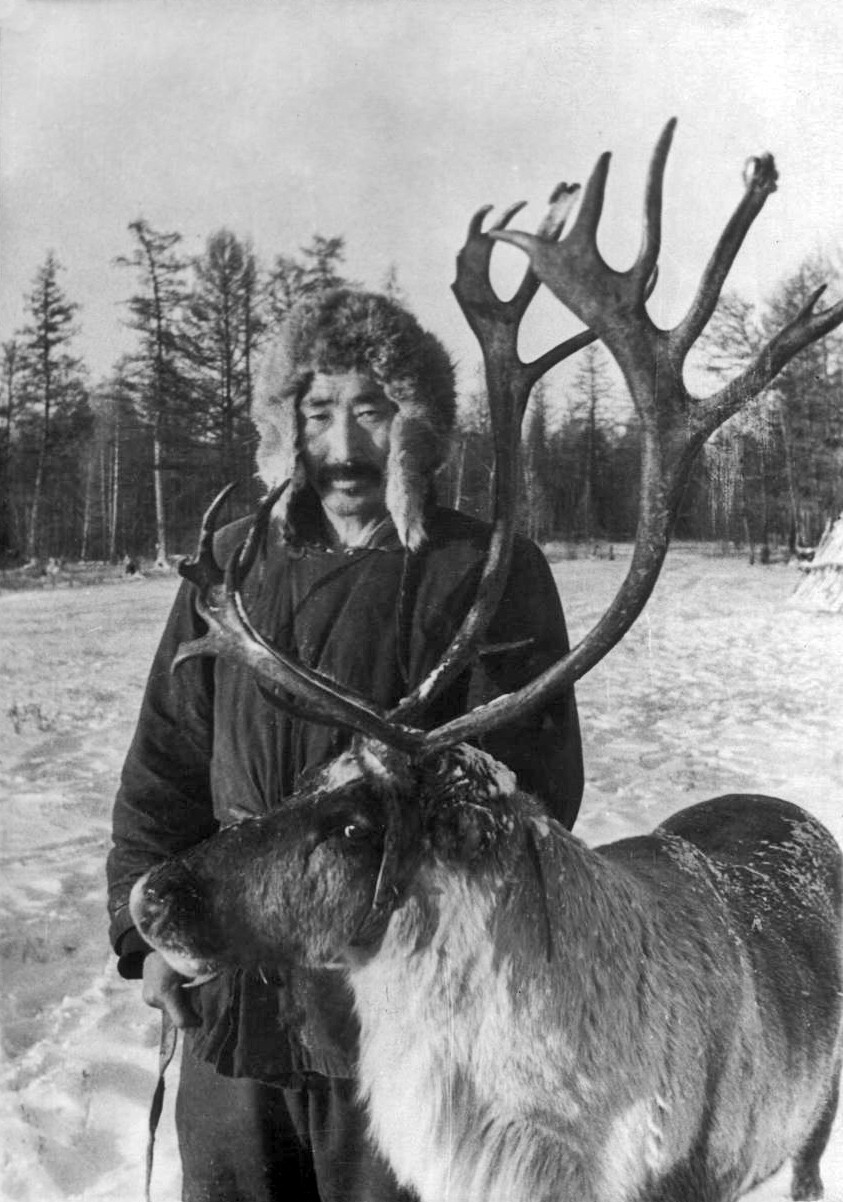
雅庫特的馴鹿

大部分雅庫特人原本過半遊牧的生活，冬季住處是覆土的圓木小屋，在中國稱「仙人柱」，在鄂溫克族和鄂倫春族分佈的地方還可以見到，搭起圓錐形樺樹皮帳幕的夏季營地位於牧場或過冬乾草出處附近。 經由同化的過程，許多南方薩哈人轉向耕種，而較北的薩哈人從埃文克人那裡引進馴鹿養殖。 因鐵器而大大聞名的薩哈人也制陶，這是歷史上西伯利亞各民族中獨一無二的事業。
儘管北極氣候惡劣，雅庫特人仍一直保持著以牛、馬、馴鹿養殖為基礎的經濟活動，雖然牲畜在一年大部分時間裡須留在欄內餵食。 乳品在他們的飲食中有重要地位，獸肉則留待特殊場合之用。 河、湖捕魚是第二重要的經濟活動。 今仍有許多傳統技藝，例如象牙雕刻、本刻、寶石製作，而電影拍制等較現代的藝術也很風行。另外值得一提的是一種名為霍穆斯的一種口琴，其吹奏一度作為巫術儀式的伴奏，也經歷了復甦的過程。

### 居住生活

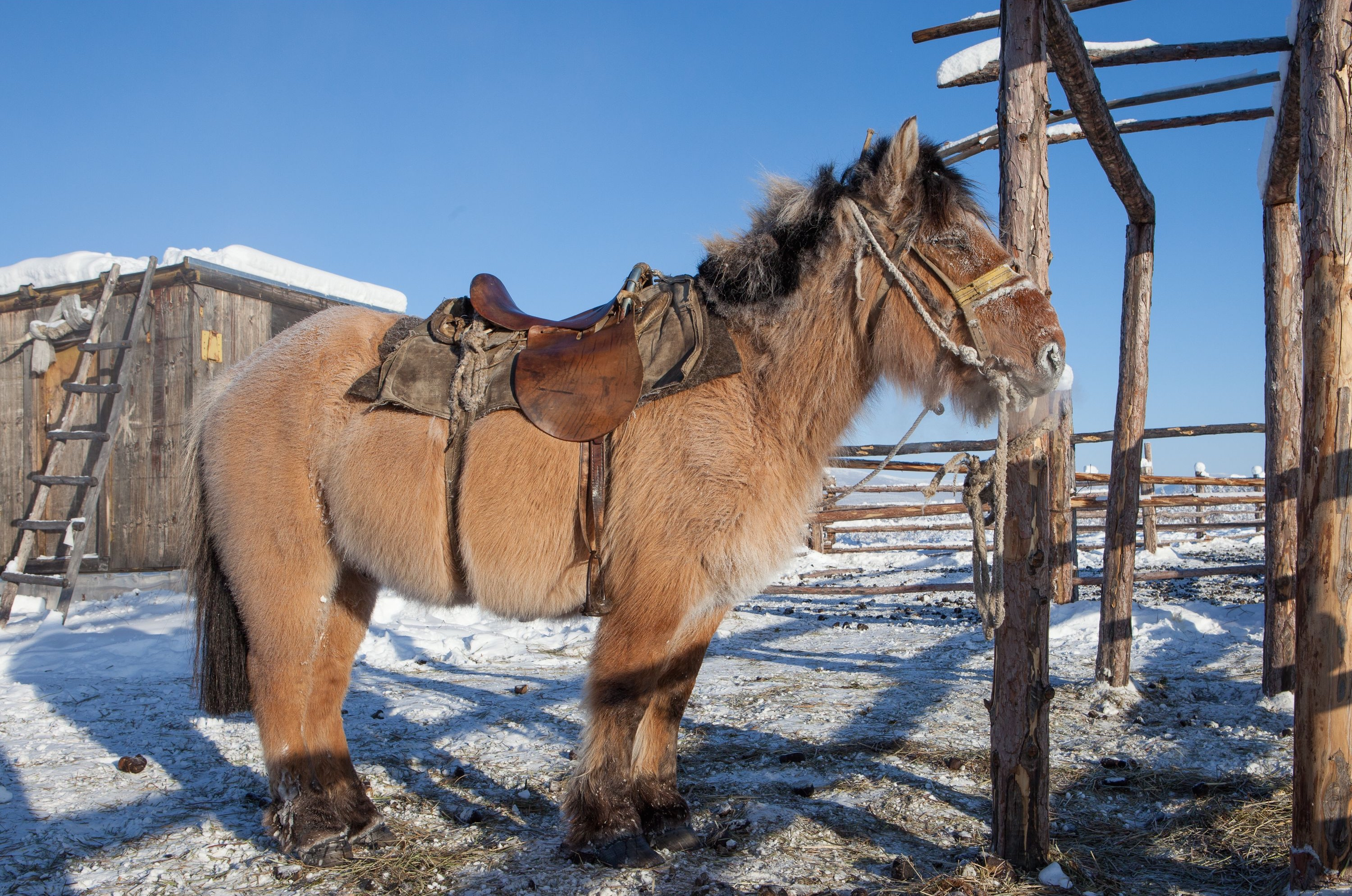
雅庫特馬

雅庫特人飼養馬和牛，他們在夏天與冬天遷移居住地，過著游牧的生活。冬天時，關係比較密切的家庭，大約二十個人左右共享居住地，一起分享附近的牧場、蒙古包以及周圍的倉庫與牲畜。蒙古包的樣子是長方形的小屋，有傾斜的土牆、較低的天花板、草皮的屋頂與泥地板，大部分都有相連的房子給牛居住。他們有大量的爐灶，沿著牆邊有毛皮長椅，牆上標記社會協議出的睡眠安排。蒙古包面朝東方，朝著神靈。在夏天時，各個家庭與他們的動物會一起搬到更大的居住地。最古老的年代，夏天的家〈urasy〉是樺木樹皮圓錐帳篷，可以容納一百人居住。圓形壁爐的上面便延伸到天花板的中心點，四周圍繞著寬闊的長凳排序成座位與睡眠區。每根柱子與屋簷都刻有具有象徵意義的圖案設計，包括動物、生育力和血緣特徵。到了1900年代，urasy變得十分罕見，夏天的房子成了蒙古包或組合的蒙古包式木屋。到了1950年代，蒙古包也過時了，僅能在一些博物館裡看見，但集體仍然會派工人從大村莊到夏日的地點放牧。現在是俄羅斯式房屋，通常是粗鑿的原木小屋，有寬闊凸起的爐灶。即使居住在大城鎮，仍有許多家庭依靠有現代設備的外屋。然而，部分人逐漸改為居住在用現代化設施建造更堅固的家庭住宅。另一種形式是「城市類型的村莊」，由較低的水泥公寓建築與室內的水管管道構成。

## 信仰與節日
雅庫特人原信仰薩滿教，但18世紀被俄羅斯人征服後，多數改信東正教。
雅庫特薩滿教是突厥、蒙古和通古斯混合的超自然信仰，罪的想法與污穢和禁忌等概念融合在一起。聖徒和熊被視為薩滿教徒的助手。耶穌與Aiyy-toyon(創造光明的神)地位相同。雅庫特薩滿強調“白”的能力，良性的薩滿祭司通過祈禱和禮節與人類的東方精神進行交涉。 “黑色”薩滿則負責與惡靈交流，既可以幫助人類，也可以傷害人類。
和其他西伯利亞人一樣，雅庫特巫師將醫學和精神實踐相結合。儘管數世紀的俄羅斯東正教和蘇聯人把薩滿人當作貪婪的騙子，但一些雅庫特人仍然相信巫師和超自然力量。其他人在拒絕馬克思列寧主義的唯物主義之後努力恢復靈性，接受薩滿哲學的各個方面。還有一些人受蘇聯教育和科學的影響，將宗教視為迷信而拒絕接受。在十九世紀，一些雅庫特領導人為俄羅斯東正教教堂的建設提供資金，因此許多雅庫特人宣稱自己是基督教徒，但這並不意味著他們將基督教和薩滿教視為互相排斥。

### 儀式
Sakha Yhyakh節日（字面上意思是“豐盈”）與太陽神有關，有生育崇拜的意義。在德國入侵蘇聯之前，Yhyakh於6月22日舉行，這是一年中最長的一天。然而，1941年之後，由於Yhyakh的日期恰逢巴巴羅薩行動的開始，因此改在6月10日至25日期間開始慶祝。
古代薩哈在Yhyаkh節慶祝新年。它的傳統包括婦女和兒童用“薩拉瑪”裝飾樹木和束縛帖子（九束馬毛掛在馬繩上）。最年長的男人，會穿著白色服裝，為節慶揭開序幕。他會由七個處女和九個童貞男孩陪同，並在地上灑上kymys（發酵馬奶）開始儀式，為大火提供食物。他向艾貳的靈魂祈求，希望他可以為依靠他的人們帶來福祉，並且祈求神靈祝福所有聚集的人們。
之後，人們會唱歌跳舞，玩全國遊戲，吃國家菜餚，喝Kymys。
在幾年的停滯期間，傳統儀式幾乎被遺忘。儘管如此，21世紀看到了包括Yhyakh在內的薩哈文化複興。

### 死亡
相信人有三個靈魂，在三個靈魂都消亡後，即宣布死亡。在死後的三天內，家屬會幫死者挖墳墓。到了第三天，家屬將屍體帶到墳墓場，此時的墳墓已足夠深，可以達到永久凍土層。馬，閹牛或馴鹿將被犧牲，因為他們相信這些動物的靈魂會帶領死者前往目的地，並順便為家人和墳墓的準備者提供食物。據信死者的靈魂之一kut，將飛向天空，到達一片鬱鬱蔥蔥的綠樹滿天的天堂。

## 藝術與文學
雅庫特的藝術有許多不同的形式，過去深植在儀式生活當中，但在蘇維埃政權時代變得世俗和商業化的。過去金銀珠寶被認為可以驅邪因此有收藏及觀賞的價值，傳統雅庫特藝術家以象牙與木雕聞名，現在的雅庫特藝術家也在平面藝術、繪畫與雕塑等相對現代藝術有所發展，電影製片人、戲劇團體、歌劇和舞蹈公司豐富了雅庫特及其他地區的文化生活，曾經伴隨著薩滿祭祀儀式彈奏古蘭經或口琴也經歷了復興。繁盛的即興詩歌伴隨著排舞〈OHUOKHAI〉與口豎琴〈KHOMUS〉演奏的復興使得民間藝術的延續性是最強的。然而相當少的年輕人記得曾經會花時間傳承的歐隆克史詩（Olonkho），歐隆克英雄史詩被以其他的藝術形式紀錄。

### 歐隆克史詩
歐隆克為雅庫特英雄敘事詩，在西元2005年被列為世界口頭非物質遺產，突厥民族最古老的史詩藝術。
歐隆克史詩描繪了雅庫特人的信仰、薩滿教、英雄事蹟、風土人情等，在蘇維埃政權時代曾遭到禁演，幾乎要從地球上消失，直到2005年被列為世界口頭非物質遺產。不同於其他多數史詩，雅庫特的歐隆克英雄史詩並不是以口頭敘說，而是以歌唱的方式呈現，每個人物的特徵與動作都有特定的旋律。吟唱者必須同時是一位好演員、好歌手、雄辯家和即興天才。歐隆克以家庭為傳承，是古代人們在家渡過寒冬的最佳消遣。

### 霍穆斯
在雅庫特地區霍穆斯〈Khomus〉一直是主要的音樂與靈魂工具，製作霍穆斯的傳統也因此直接地傳承一個世代至一個世代，自古以來沒有中斷過。這項技藝被尊為高於薩滿地藝術並且超越任何部落領袖地技術。
這個樂器由一個固定基座與一個有彈性地簧片構成，這就是為甚麼它屬於簧樂器的原因。當吹奏簧時，要將簧放在吹奏者的嘴巴做一個共鳴器。簧片自由地震動因為發音與呼吸的進出。儘管看起來簡單但霍穆斯可以產生一打不同的聲音，若結合表演者咽喉與舌頭的震動，甚至能製造出旋律。事實上有許多種的口簧琴是用落葉松或竹子搭上金屬或簧片做成。總共有超過一百六十種這不常見的樂器。

### 歐蘇哈伊
歐蘇哈伊〈英文：Ohuokhai，雅庫特語：Оhуохай〉起源於薩哈人居住在南部的時期且是牛的養育者時，被稱為“太陽崇拜者”。這是一種融合了三種藝術形式的舞蹈，歌唱和詩歌的土著舞蹈。薩哈語中的“舞”，yungkyu（Yңкүү）來自動詞ungk（Yң，“崇拜”）。
歐蘇哈伊是一個同步的圓舞曲和歌曲。舞者們用左腳向前展開，形成一個圓圈並跳舞，手挽著手，同時用身體，腿，腳和手臂進行有節奏的優雅動作。主唱即興演唱歌詞，其他舞者重複。這位歐蘇哈伊領導人不僅具有唱歌的才能，而且更重要的是具有詩意的即興創作。各個歐蘇哈伊的領導者在全國的Yhyakh音樂節比誰最好的表達詩歌，最好的歌曲和大圓圈。
歐蘇哈伊的詩意即興表現是薩哈民間傳說中最富有和最古老的流派之一。
歐蘇哈伊的旋律從行進曲調到歌劇都可以應用到許多類型的音樂中。 Kylyhakh是聲帶振動的特殊歌聲。這項技術提供了一個獨特的國家薩哈著色由“喉嚨唱歌”的專家高度讚賞。歐蘇哈伊在音樂和舞蹈藝術的發展中起著重要的作用。

### 雅庫特刀
雅庫特刀〈雅庫特語：саха быһаҕа，俄語：якутский нож〉是雅庫特人傳統的刀，可以用於木材、皮革、魚和肉。這個刀已經在雅庫特的社會中使用超過百年，並且在其設計上無巨大的改變。

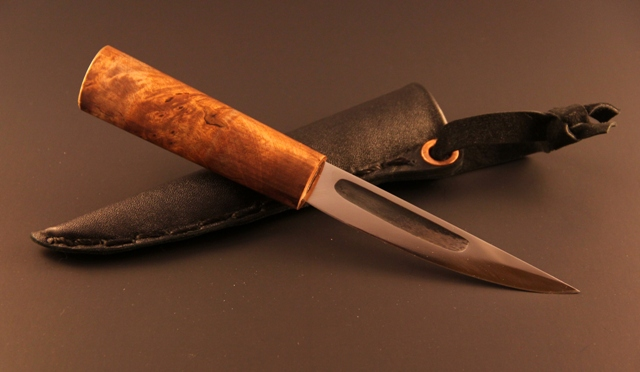
現代雅庫特刀

典型的雅庫特刀的刀刃長度為4-7英寸（10-18厘米），寬度為1-1.5英寸（2.5-3.8厘米）。這把刀的獨特之處在於刀片是不對稱的;刀片的一側有一個凹槽和一個鑿子磨削，而另一側沒有凹槽，基本上是一個凸起的邊緣（也就是說它是圓角延伸到邊緣，而不是一個直的斜角〉。刀片傳統上是由雅庫特鐵匠冶煉當地採購的鐵礦石鍛造而成。 刀柄傳統上由樺木鑽頭製成，橫截面厚且呈蛋形。它可以直接用手使用，也可以戴上手套。樺木還可以防止手在極端寒冷的情況下受到刀具鋼的寒冷影響。刀鞘傳統上由牛尾皮製成。

## 飲食
早期雅庫特有游牧組織，發展出的多肉烹飪系統沿襲至今，他們不像大多數的北方人畜養馴鹿，而是偏向畜養馬和牛。雅庫特馬是特殊的品種，能適應酷寒的氣候，雅庫特人對於他們特有的馬種感到非常驕傲。馬肉理所當然成為他們的主要肉食來源，而馬奶酒(Kymys)是他們的傳統飲品。另外，還有一種傳統的飲品叫做tar，把馬乳裝進木桶或樺樹皮桶再冷凍，冬天過後解凍，可以飲用或做成粥。另外雅庫特的河川資源相當豐富，所以魚肉是他們次要的主食選擇。
雅庫特的傳統飲食深深受到極區和蒙古影響，他們吃刮魚(stroganina)，是一種將魚切成薄片並撒上胡椒粉的菜餚。他們除了會喝生血之外，也會把牛或馬的血製作成血腸(khaan)。此外，俄羅斯從18世紀開始也對雅庫特有相當深遠的影響，像是菇類的吃法還有湯的作法。

## 服飾
在過去，製作衣服的主要材料是動物皮革和毛皮，其中馴鹿與馬的皮最常見。這些皮革被用於服裝和鞋類，其中皮革用乾腸線或馬皮製成的紗線縫合。冬天的時候，衣服會變得非常厚實而溫暖。如今，年輕一代已經不再常見傳統的雅庫特保暖夾克，但馴鹿靴仍然被廣泛使用。製作一雙靴子會使用到牛皮和八隻馴鹿腳。兔毛皮也非常有用。每英寸的皮毛用於製作貴重物品，如襪子，手套，大衣和毛毯。
在慶祝活動和婚禮期間穿的民族服飾，但很少見於日常生活。雅庫特女性喜歡的裝飾品，通常由銀或金製成。

## 運動
雅庫特人多從事拔河、跳躍項目、撐竿跳、丟套索、馴鹿或狗的競賽、射箭、扔飛刀和摔角(Hapsagai，是雅庫特特有的摔角形式)等運動。而這些運動和舞蹈、歌唱以及喝馬奶在雅庫特的新年(Ysyakh)扮演儀式中重要的角色，如有有人試圖在這些運動採取欺騙的手段，或是因此胡亂發脾氣，則會被觀眾集體羞辱，由此可知他們相當看重這個節日以及運動。

### 十一步跳遠
十一步跳遠(Kylys)是跳躍項目中的其中一項，參賽者必須在十一步以內衝刺並竭盡所能跳遠，有點類似步數更多的三級跳遠，歷史上最高紀錄超過40公尺。雅庫特的三項全能由Kylys和其他兩個類似的跳躍項目組成。

### 摔角
傳統的雅庫特摔角稱作「Hapsagai」，是自由式角力的一種，讓對手除了腳以外的身體部位接觸到地面即為贏家。「Hapsagai」一詞在雅庫特與當中為「輕快、靈巧、迅速」之意。早期即便嚴寒，摔角手會打赤膊，只在下半身穿著沒有毛但足夠彈性的麋鹿皮所作的短褲。不僅男人可以參加，就連小孩、女人也都可以參與這項運動。這個比賽常舉行在大大小小的節日，其中以雅庫特的新年Ysyakh尤其重要，為此節日的高潮。最終贏家可以獲得大量的肉食以及無上的榮耀，也會被寫進民間傳說裡。
現在的選手會穿上特殊的運動衫和運動靴來參加比賽，而這個運動也被國際角力總會(FILA)視為正式的賽事。

## 著名人士
- 泰金·達汗：十七世紀雅庫特的部落首領，是傳奇性的英雄人物之一。[38]
- Semyon Andreyevich Novgorodov：雅庫特的政治學家和語言學家，創造雅庫特文字[39]
- 葉戈爾·阿法納西耶維奇·鮑里索夫：雅庫特族裔的俄羅斯政治家，從2018年五月開始擔任薩哈共和國政府的顧問。[40]
- 史蒂芬·席格：祖父有雅庫特人的血統，是美國動作片演員、監製、導演，也是一名歌手。[41]
- Platon Oyunsky（英语：Platon Oyunsky）：現代雅庫特文學的創始人，著名作品有紅色薩滿。[42]
- Stepanida Borisova：雅庫茨克Oyunsky國家劇院的演員和古雅庫特音樂的民謠歌手。[42]
- Viktor Lebedev（英语：Viktor Lebedev）：三度榮登自由摔角世界冠軍。[42]
- Kristoforov Ivan Ilich：雅庫特知名的霍穆斯工匠之一。[42]
- Fyodor Markov：以珠寶和木雕工作開啟他的職業生涯，以骨骼，象牙和冰雕最為著名。他在加拿大，阿拉斯加，中國和日本因為冰雕而聞名。參加俄羅斯的冬季節日很長的一段時間。[42]

## 参閲
- 萨哈共和国

## 外部連結
- 雅庫特共和國 （页面存档备份，存于）
- Yakut Today （页面存档备份，存于）
- «Мир в лицах»: фотограф полгода путешествовал по Сибири, где заснял представителей коренных народов России （页面存档备份，存于）